# آر. د. ألبا
آر. د. ألبا هو مخرج فلبيني، ولد في 4 سبتمبر 1978 في سيبو في الفلبين.

## وصلات خارجية
- آر. د. ألبا على موقع IMDb (الإنجليزية)
- آر. د. ألبا على موقع قاعدة بيانات الفيلم (الإنجليزية)